# Comuna Iarova, Soroca
Comuna Iarova este o comună din raionul Soroca, Republica Moldova. Este formată din satele Iarova (sat-reședință), Balinți și Balinții Noi.

## Istorie
Comuna în calitate de unitate administrativ-teritorială a fost instituită, după unirea Basarabiei cu România, prin aprobarea Legii privind unificarea administrativ-teritorială aprobată la 7 octombrie 1925 și a intrat în vigoare la 1 ianuarie 1926. Comuna Iarova era amplasată în plasa Bădiceni, județul Soroca și includea satele: Balinți, Cremenciuc, Iarova, Oclanda, Tătărușii Noui și Tătărușii Vechi. În rezultatul reformei administrative din 1929, în comuna Iarova mai sunt incluse satele Regele Decebal și Slobozia Nouă.
După ocupația Basarabiei de Uniunea Sovietică din 1940, comunele au fost înlocuite cu sovietele sătești. 
Între 1941-1944 Basarabia făcut parte din România și s-a revenit la comune. Comuna Iarova, din plasa Soroca, județul Soroca, a fost alcătuită din satele Balinți, Cremenciuc, Iarova și Oclanda.
La 14 ianuarie 1995, a fost publicată prima Lege privind organizarea administrativ-teritorială a Republicii Moldova, conform căreia au fost restabilite comunele. Comuna Iarova din raionul Soroca era alcătuită din satele Iarova, Bălinți și Bălinții Noi.
În 1998, s-a implementat reforma împărțirii administrativ-teritoriale a Republicii Moldova prin care raionale sunt comasate în județe, având loc modificări și la nivelului comunelor. Astfel, comuna Iarova este desființată localitățile fiind transferat în comuna Cremenciug.
În anul 2003, comuna Iarova a fost restabilită în componența actuală în cadrul raionului Soroca.

## Demografie
Conform datelor recensământului din 2014, comuna are o populație de 770 de locuitori. La recensământul din 2004 erau 1.094 de locuitori.

## Administrație și politică
Componența Consiliului local Iarova (9 consilieri), ales la 5 noiembrie 2023, este următoarea:
|  | Partid                                       | Consilieri | Componență | Componență | Componență | Componență | Componență | Componență |
|  | -------------------------------------------- | ---------- | ---------- | ---------- | ---------- | ---------- | ---------- | ---------- |
|  | Partidul Socialiștilor din Republica Moldova | 6          |            |            |            |            |            |            |
|  | Partidul Acțiune și Solidaritate             | 3          |            |            |            |            |            |            |